# Louisburg College
Louisburg College este un colegiu privat de doi ani afiliat metodismului în Louisburg, Carolina de Nord.

## Istoric
Louisburg College își are originea în două școli: Franklin Male Academy (Academia pentru Bărbați Franklin), care a fost înființată în anul 1787, reînființată în 1802, dar care a ținut primele cursuri pe 1 ianuarie 1805, și Louisburg Female College (Colegiul pentru Femei Louisburg), care a fost fondată în 1857, ca succesoare al Louisburg Female Academy (Academia pentru Femei Louisburg), fondată în 1814.

## Campus
Louisburg College este format din 20 de clădiri importante. Se află în partea de nord a orașului, pe un teren de 75 de hectare, cu Main Street pe mijloc, împărțind campusul în Campusul de Vest și Campusul de Est.

## Studii
Studenții pot obține diplome de asociat (în arte sau științe) în cinci domenii diferite. Sunt disponibile și cursuri suplimentare în discipline precum arte expresive și educație. În plus, studenții pot obține certificări federale în tehnologii STEM, precum energia eoliană și solară.

## Atletism
Louisburg College Hurricanes are 13 echipe sportive: baschet pentru bărbați și femei, fotbal pentru bărbați și femei, cross country/track pentru bărbați și femei, baseball, softball, volei feminin, fotbal american și majorete. Louisburg concurează în NJCAA în diferite divizii, în funcție de echipă. În 2015, echipa de fotbal bărbați a câștigat Campionatul Național NJCAA. Echipa de cross country de bărbați s-a clasat pe locul opt la nivel național, iar cea de femei pe locul 18. Echipa de fotbal american s-a clasat pe locul 15 la finalul sezonului NJCAA.

## Absolvenți celebri
- Archibald Hunter Arrington '18 – politician, comisar regional în 1868
- Ellis Credle '22 – autor al Down Down the Mountain
- Joseph J. Davis '48 – politician și avocat – Camera Reprezentanților a SUA, 1875